# Johann Obiang
Johann Serge Obiang (* 5. Juli 1993 in Le Blanc, Frankreich) ist ein französisch-gabunischer Fußballspieler.

## Karriere

### Verein
Der Sohn einer Französin und eines Gabuners begann bei der US Ciron mit dem Fußballspielen. Von dort wechselte er in die Jugend von LB Châteauroux, wo er im Juni 2013 seinen ersten Profivertrag unterschrieb. Nach zwei Spielzeiten in der Ligue 2 stieg er mit Châteauroux in die National ab.
Nach Auslaufen seines Vertrages wechselte er zurück in die Ligue 2 zu ES Troyes AC. Mit diesem Klub stieg er am Ende der Saison 2016/17 in die Ligue 1 auf. Am 5. August 2017 bestritt er am ersten Spieltag der Saison 2017/18 gegen Stade Rennes sein erstes Spiel in der höchsten französischen Spielklasse. Insgesamt kam er nur auf acht Einsätze und stieg mit Troyes als Vorletzter der Tabelle ab. In der folgenden Spielzeit erreichte Troyes den dritten Platz, scheiterte in der Relegation jedoch am RC Lens.
Nachdem Obiang am Ende der Saison keinen neuen Vertrag erhalten hatte, nahm er im Oktober 2019 ein Angebot des Drittligaaufsteigers Le Puy Foot 43 bis Saisonende an. Anschließend war er zwei Spielzeiten für AF Rodez in der Ligue 2 aktiv. Im Sommer 2022 wechselte er zum Ligakonkurrenten SM Caen. Dort blieb Obiang nur ein Jahr und schloss sich dem ebenfalls in der Zweiten Liga spielenden FC Pau an. Am 8. Juli 2025 verpflichtete ihn dann Drittligist US Orléans.

### Nationalmannschaft
Obiang debütierte am 11. Oktober 2014 beim 2:0 im Qualifikationsspiel zum Afrika-Cup 2015 gegen Burkina Faso in der gabunischen Nationalmannschaft. Nach der erfolgreichen Qualifikation wurde er in den gabunischen Kader für das Turnier berufen und in allen drei Vorrundenspielen eingesetzt.
Beim Afrika-Cup 2017 kam Obiang in zwei Spielen zum Einsatz. Wie bereits zwei Jahre zuvor schied Gabun nach der Gruppenphase aus. 2022 überstand das gabunische Team die Vorrunde. Im folgenden Achtelfinalspiel gegen Burkina Faso wurde Obiang in der 85. Spielminute ausgewechselt. Gabun unterlag mit 6:7 nach Elfmeterschießen.